# 法爾肯黑格湖
53°33′25″N 12°42′29″E / 53.55694°N 12.70806°E
法爾肯黑格湖（德語：Falkenhäger See），是德國的湖泊，位於該國東北部，由梅克倫堡-前波美拉尼亞州負責管轄，處於梅克倫堡湖區縣，長0.16公里、寬0.09公里，面積0.01平方公里，海拔高度65米。